# 김경준 (1964년)
김경준(1964년 8월 9일 ~ )은 조선민주주의인민공화국의 정치인이다. 내각 국토환경보호상 겸 조선로동당 중앙위원회 후보위원이다.

## 경력
조선민주주의인민공화국 내각 국토환경보호성 부상을 거쳐 2013년 4월 김창룡 후임으로 국토환경보호상에 임명되었다. 2016년 5월 조선로동당 제7차 대회에서 조선로동당 중앙위원회 후보위원으로 선출되었다.

## 최고인민회의 대의원
2014년 3월 최고인민회의 제13기 대의원으로 선출되었다.